# Lilie (heraldika)

Heraldická lilie (Fleur de lis)

Heraldický symbol lilie (francouzsky Fleur de lys nebo Fleur de lis, tj. „květ lilie“ – ⚜) je symbol květu lilie pohledem zepředu, kdy jsou patrné tři okvětní lístky, dva boční a vztyčený středový. V heraldice představuje (společně se symboly kříže, orlice či orla a lva) jeden z častých symbolů a symbolizuje čistotu, proto bývá spojována s Pannou Marií, jíž podle legendy anděl, Boží posel, snesl zlatou lilii. Tuto legendu převzali francouzští panovníci z merovejské královské dynastie, kteří přijali křesťanství. Zlatá lilie nahradila starší pohanský motiv Merovejců, kterým byla zlatá včela medonosná či zlatá cikáda. Cikády ze zlata byly objeveny v hrobce franského krále Childericha I. a ve franské mytologii byly symbolem nesmrtelnosti. Vzhledem k podobnosti obou symbolů se soudí, že lilie se vyvinula ze staršího symbolu.

## Historie

Heraldický symbol lilie – Versailles, exponát Muzeum miniaturního profesionálního umění Henryk Jan Dominiak v Tychách, rozměry 10 x 13 mm

O několik století později, ve 12. století za vlády Ludvíka VI., byla «fleur de lis» použita jako hlavní znak panovníků francouzského království.
Odtud, z francouzského královského znaku, se květ lilie dostal do znaku mnohých měst ve Francii, na znak Kanady, na vlajku Québecu a na znak Španělského království, ad.

## Užití
Tři lilie, které se dnes nacházejí na čestném štítku uprostřed španělského znaku, představují dynastii Bourbonů, královskou větev rodiny původem z Francie, která ve Španělsku vládne od 18. století do dnešního dne. Užívána je i francouzskými zastánci obnovy monarchie. Lilie je rovněž například ve znaku města Florencie a mnoha dalších. Používá se také jako mezinárodní znak skautů.

## Galerie

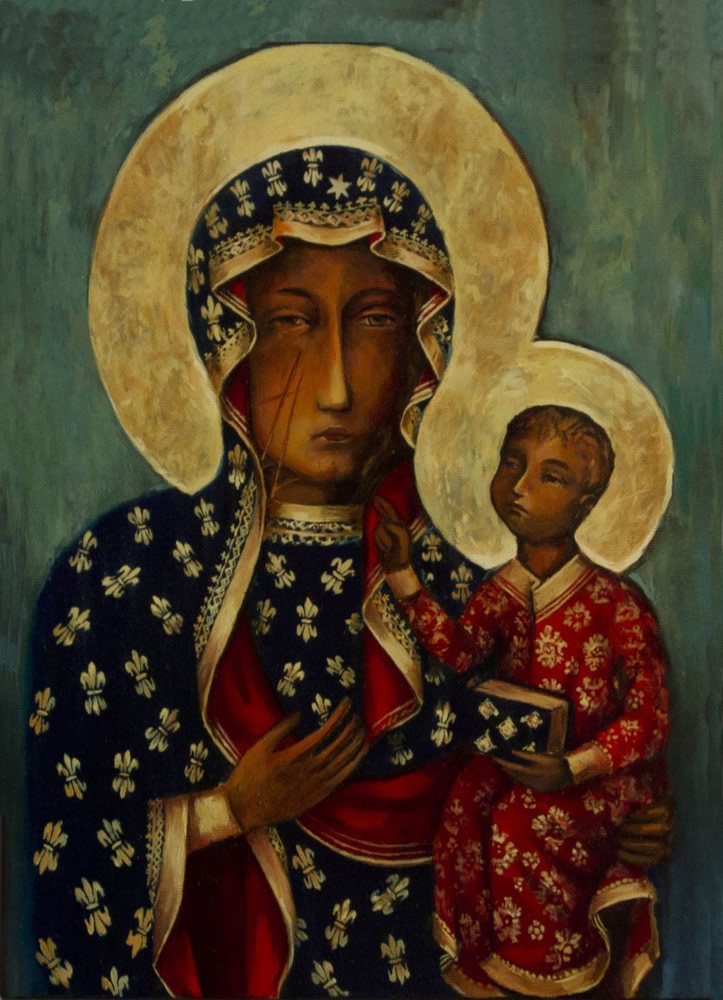
Černá madona čenstochovská v rouchu s fleur-de-lis
Starý znak králů Francie
Znak Francouzského království (od 14. století)
Velký znak Francouzského království
Znak španělského krále
Znak města Florencie (Itálie)
Znak města Wiesbaden (Německo)
Znak města Lincoln (Spojené království)
Znak města Turku (Finsko)
Vlajka státu Bosna a Hercegovina (1992–1998)
Vlajka obce Ledčice (okres Mělník)
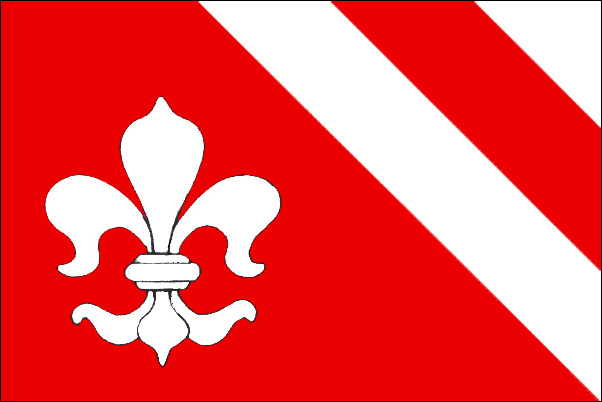
Vlajka obce Nýrov (okres Blansko)
Skautská lilie
Znak katolického řádu Premonstrátů
Znak katolického řádu cisterciáků
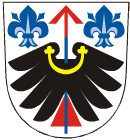
Znak obce Střelná (okres Vsetín)
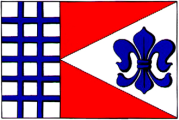
Vlajka obce Haňovice (okres Olomouc)
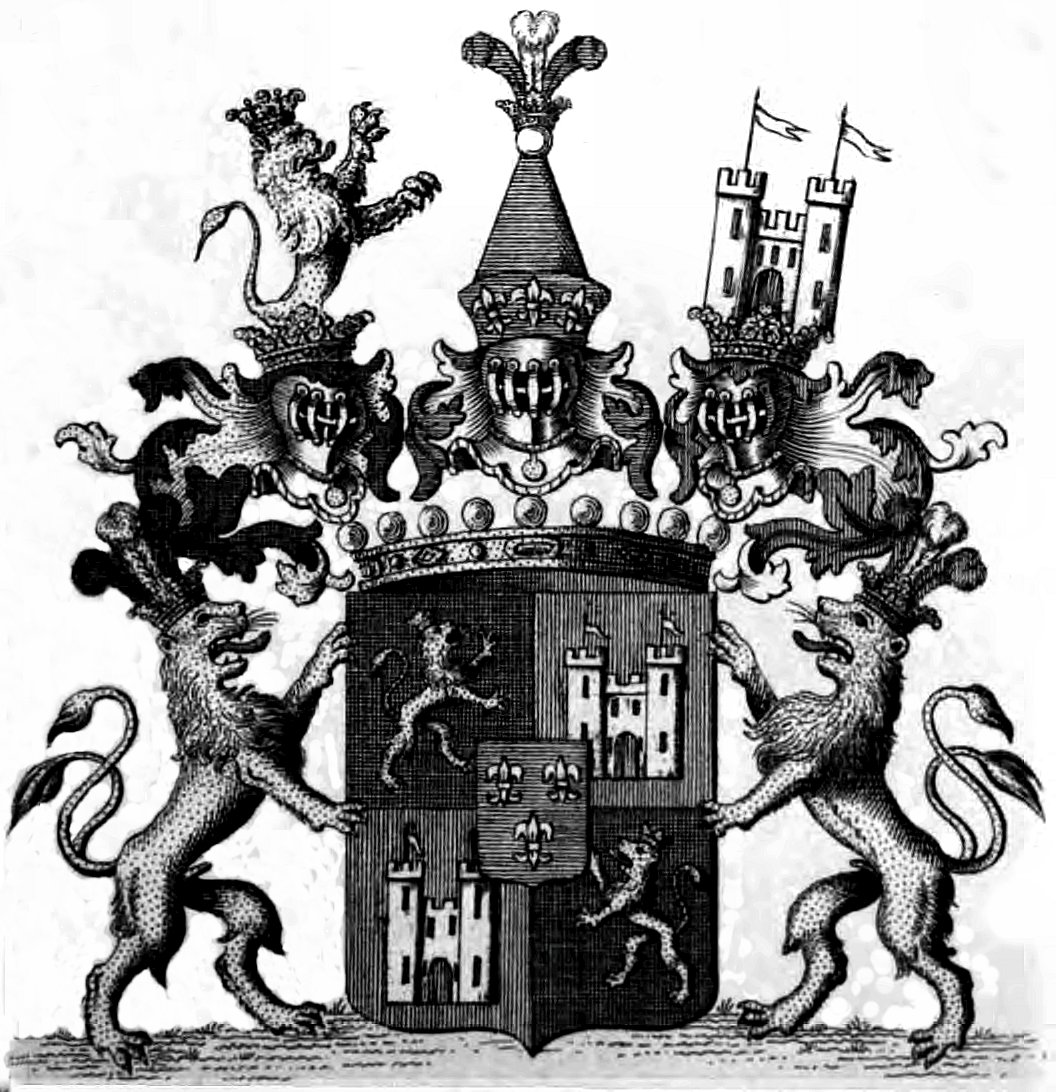
Znak šlechtického rodu Vetterů z Lilie
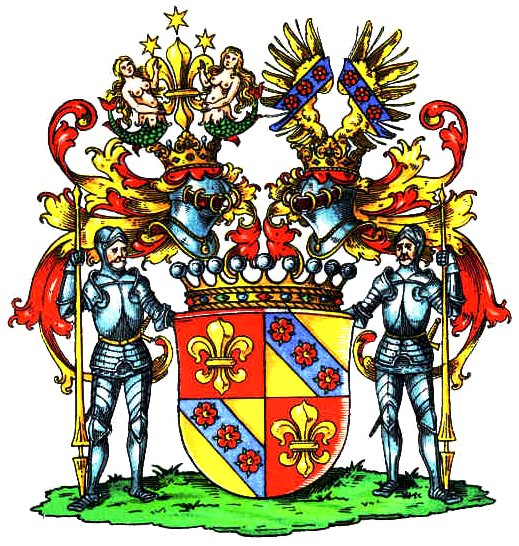
Znak šlechtického rodu Korff-Schmising-Kerssenbrock. Z tohoto rodu pocházela Gabriela z Korff-Schmising-Kerssenbrocku, matka prvního ostravsko-opavského biskupa Františka Lobkowicze.
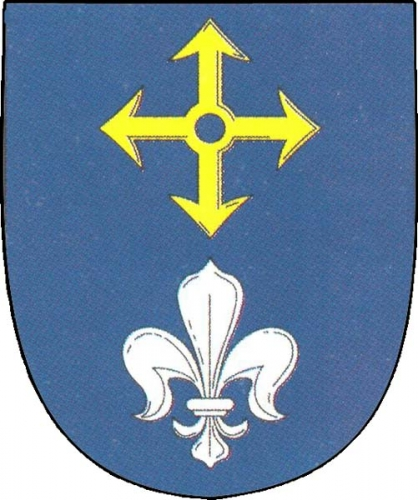
Znak obce Laškov (okres Prostějov)
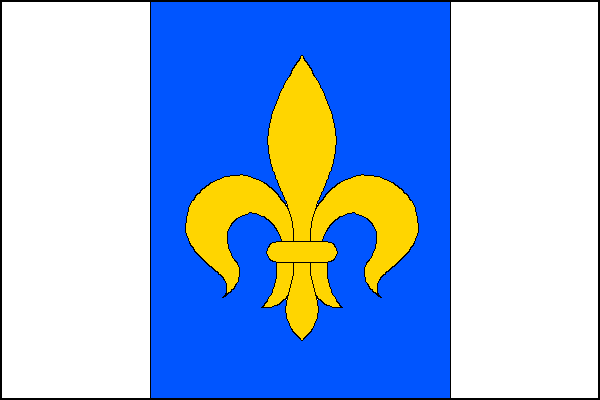
Vlajka obce Zvole (okres Šumperk). V této obci se dobrodruh Jan Eskymo Welzl vyučil zámečníkem.